# 1886 en philosophie
Chronologie de la philosophie
- 1882
- 1883
- 1884
- 1885
- 1886
- 1887
- 1888
- 1889
- 1890

L’année 1886 a été marquée, en philosophie, par les événements suivants :

## Publications
- Deuxième publication, en deux volumes, de Humain, trop humain, de Friedrich Nietzsche.
- Première publication de Par-delà le bien et le mal. Prélude d'une philosophie de l'avenir (Jenseits von Gut und Böse - Vorspiel einer Philosophie der Zukunft), de Friedrich Nietzsche.

## Naissances
- 10 mai : Olaf Stapledon, philosophe anglais et un auteur de romans de science-fiction, mort en 1950.
- 15 août : Karl Korsch, philosophe allemand, mort en 1961.
- 20 août : Paul Tillich, théologien et philosophe de la religion, mort en 1965.
- 25 octobre : Karl Polanyi, économiste et philosophe hongrois, mort en 1964.
- 18 décembre : Aleksandre K. Gorski
- 25 décembre : Franz Rosenzweig, philosophe et théologien juif allemand, mort en 1929.